# Xe tăng Mark V
Xe tăng chiến đấu Mark V là một phiên bản cải tiến của dòng xe tăng Mark IV, được triển khai vào năm 1918 và tham chiến khoảng một tháng trong đội quân đồng minh can thiệp vào nội chiến Nga vào Chiến tranh thế giới thứ nhất bên phía Bạch vệ và cả Hồng quân. Nhờ vào hệ thống lái truyền động ngoại luân của Walter Wilson, Mark V đã trở thành chiếc xe tăng hạng nặng đầu tiên của Anh chỉ cần một người để lái trong khi ở những phiên bản trước thì cần hai người cho công việc này.

## Lịch sử phát triển
Đầu tiên, những kĩ sư có ý định biến Mark V thành một loại xe tăng hoàn toàn mới khi đã hoàn thành phiên bản giả lập bằng gỗ. Tuy nhiên, khi động cơ và bộ truyền động mới sản xuất dành riêng cho Mark IV được ra mắt vào tháng 12 năm 1917 thì ban đầu hầu hết dự án cải tiếng Mark V đã bị hoãn để tránh việc gián đoạn sản xuất. Thiết kế "Mark V" đã bị biến thành một phiên bản cải tiến cho Mark IV, trang bị hệ thống máy móc mới. Phiên bản gốc của Mark IV thực chất là một phiên bản của Mark III với nhiều cải tiến mới, nhưng đã bị cắt giảm số lượng do sự chậm trễ về công nghệ mới. Mark V do đó trở nên rất giống thiết kế gốc của Mark IV - thực chất là một sửa đổi từ Mark III.
Đầu năm 1917, một vài xe tăng Anh đã được kiểm tra bằng một thử nghiệm về động cơ điện và bộ truyền động dưới lệnh của Albert Stern. 
Các chương trình này bao gồm sự kết hợp xăng-điện, hệ thống thủy lực, hệ thống đa ly hợp, và một hộp số truyền động ngoại luân từ Thiếu tá W.G. Wilson. Mặc dù hệ thống xăng-điện có nhiều lợi thế nhất định nhưng thiết kế của Wilson có thể được sản xuất dễ dàng hơn và đã được lựa chọn cho những dòng tăng sau này. Wilson sau đó cũng làm việc trong một dự án tăng khác sử dụng hộp số của ông.

The Mark V mạnh mẽ hơn nhờ động cơ mới Ricardo 150 mã lực (cũng được quyết định bởi Stern). Sử dụng bộ truyền động ngoại luân của Wilson, điều có cũng có nghĩa là chỉ cần một lái xe trong tổ lái. Trên nóc xe tăng, phía sau động cơ, một cabin thứ hai được lắp đặt, với hai bản lề cho phép tổ lái lắp đặt những bó gỗ mà không cần ra khỏi xe. Một súng máy cũng được lắp đặt phía sau của thân xe.
Việc sản xuất Mark V được bắt đầu ở  Metropolitan Carriage and Wagon vào cuối năm 1917; chiếc xe tăng đầu tiên được đưa đến Pháp vào tháng 5 năm 1918. Có tổng cộng 400 chiếc đã được lắp đặt, 200 xe cái và 200 xe đực. Xe đực được trang bị pháo 57 mm và súng máy trong khi xe tăng cái chỉ được trang bị súng máy. Một vài chiếc được chuyển thành lưỡng tính (còn được gọi là "Mark V kết hợp") bằng cách ghép sườn của chiếc cái vào chiếc đực. Sự kết hợp này nhằm đảm bảo rằng xe tăng cái sẽ không dễ bị hạ khi đối mặt với những chiếc Mark V đực bị bắt giữ hay xe tăng A7V của chính quân Đức.
Mark V lần đầu tiên được sử dụng trong trận Hamel vào mùng 4 tháng 7 năm 1918 khi 60 chiếc đã được sử dụng trong cuộc tấn công vào phòng tuyến Đức của quân Úc, mang lại chiến thắng vẻ vang cho đơn vị này. 60 chiếc tăng này còn tham chiến trong 8 cuộc tổng tấn công trước khi kết thúc chiến tranh. Lính Mĩ và Canada được huấn luyện với những chiếc Mark V ở Anh năm 1918 và tiểu đoàn tăng hạng tặng 301 của Mĩ đã tham gia vào 3 nhiệm vụ cùng lính Anh ở mặt trận phía Tây cuối năm 1918. Tuy nhiên, tập đoàn tăng của quân Canada không tham chiến và đã bị giải thể sau chiến tranh. Gần 70 chiếc đã được gửi để hỗ trợ quân Bạch Vệ trong cuộc nội chiến Nga. Hầu hết những chiếc xe tăng này đều bị Hồng quân bắt giữ. 4 chiếc tiếp tục được sử dụng bởi quân Estonia và 2 bởi quân Latvia.

## Các biến thể

### Mark V*
Năm 1917, Sir William Tritton phát triển dự án đuôi nòng nọc, xích xe được tăng chiều rộng để vừa với phần sau của chiếc tăng nhằm cải thiện khả năng vượt chiến hào. Điều này thực sự cần thiết vì phòng tuyến Hindenburg có chiến hào rộng 3.5 m để chặn tăng Anh. Khi thiếu tá Philip Johnson của xưởng sửa chữa tập đoàn tăng trung tâm biết đến dự án này, ông lập tức nhận ra rằng trọng lượng của chiếc dầm nặng nhằm tăng cường khả năng vũ trang của xe có thể được sử dụng tốt hơn khi trang bị trên một chiếc xe tăng lớn hơn. Ông cắt chiếc Mark IV làm đôi và nới rộng giáp thân thêm 6 feet. Khi những chi tiết này đi vào quên lãng, phải mất một thời gian dài để kết luận rằng hầu hết những chiếc Mark V* đã tham chiến được biến đổi bởi Johnson. Tất cả số tăng này đã được xuất xưởng, vòm sau được chỉnh sửa lại, cho khả năng trang bị thêm 2 súng máy, mỗi bên thân được lắp thêm một cánh cửa, cũng có khả năng trang bị thêm một súng máy. Tổng trọng lướng là 33 tấn. Trong đơn hàng gồm 500 chiếc đực và 200 chiếc cái, 579 chiếc đã được lắp đặt bởi Armistice - những chiếc còn lại được hoàn thành bởi Metropolitan Carriage vào tháng 3 năm 1919.

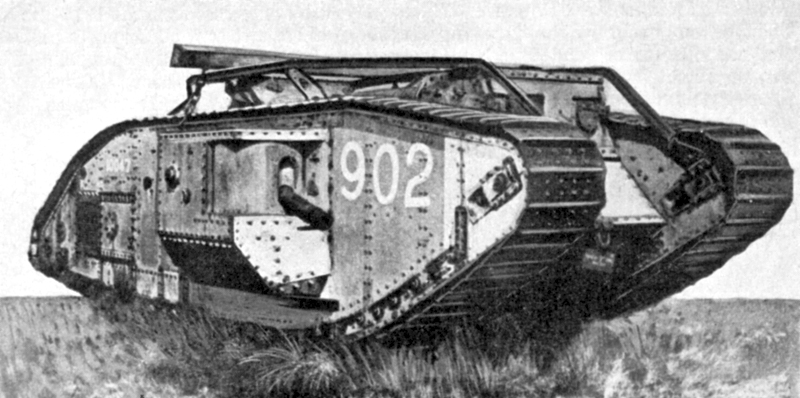
Một chiến Mark V* - trên nóc xe tăng trang bị bộ phận hỗ trợ vượt hào, có thể được gắn vào xích và sử dụng để giúp xe tăng thoát khỏi các chiến hào lầy lội

Người ta cũng hi vọng rằng một chiếc xe tăng dài hơn sẽ có thể chuyên chở thêm một toán lính trang bị súng máy Vickers hoặc Lewis, tuy nhiên điều kiện tồi tệ trong xe khiến nhóm lính có thể bị ốm, vậy nên chỉ sau một vài thử nghiệm, ý kiến này bị bỏ.
Ngay trước thềm kết thúc chiến tranh, Anh đã viện trợ cho Pháp 90 tăng Mark V*. Tuy nhiên, những chiếc tăng này không tham chiến và được giữ lại để phục vụ trong quân đội Pháp những năm 1920, 1930.
Chú thích: dấu sao (*) trong những thiết kế tăng Anh đời đầu thường được phát âm là "sao" khi đọc, ví dụ: Mark V-sao hoặc Mark V-sao-sao, vv.

### Mark V**

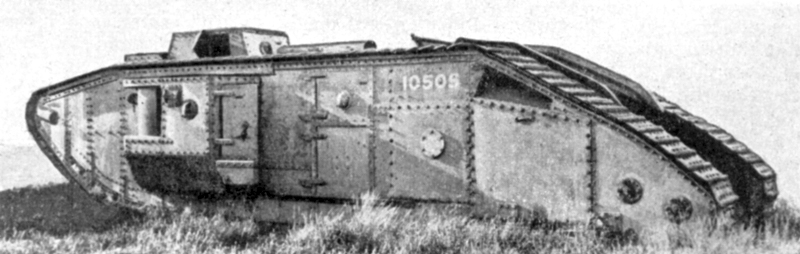
Một chiếc Mark V**

Vì chiếc Mark V* đã được kéo dài ra, tỉ lệ dài-rộng gốc của nó đã bị ảnh hưởng. Lực hông trong một vòng trở nên cao bất thường khiến xe bị trượt xích. Vì thế Thiếu tá Wilson buộc phải thiết kế lại xích, xích mới có đường cong khoẻ hơn, giảm diện tích tiếp xúc mặt đất (nhưng tăng áp lực xuống mặt đất) và được làm rộng thành 26.5 inch. Động cơ cũng được cải tiến để sản sinh ra 225 mã lực và đặt xa hơn phía sau thân. Cabin của lái xe được nối liền với cabin của chỉ huy; một súng máy riêng biệt được đặt sau xe. Chỉ có 25 chiếc được sản xuất.

## Lịch sử chiến đấu
Mark V có màn ra mắt trong trận Hamel ngày 4 tháng 7 năm 1918 trong vai trò hỗ trợ lính Úc và đã thành công trong việc tăng nhuệ khí của họ. Sau đó Mark V còn xuất hiện trong 8 nhiệm vụ lớn khác trước khi kết thúc chiến tranh.
Trong suốt trận Amiens tháng 8 năm 1918, 288 chiếc Mark V, cùng với tăng Whippet và Mark V* xâm nhập phòng tuyến Đức. Trận chiến này cũng đánh dấu màn ra mắt của Mark V*.
Tiểu đoàn tăng hạng nặng 301 của Mĩ được trang bị 19 Mark V và 21 Mark V* trong nhiệm vụ tăng hạng nặng đầu tiên của họ ở phòng tuyến Hindenburg ngày 27 tháng 9 năm 1918. Trong số 21 chiếc Mark V*, 9 chiếc bị trúng đạn pháo (một chiếc hoàn toàn bị phá huỷ), 2 chiếc bị trúng mìn, 5 chiếc bị trục trặc máy móc và 2 chiếc bị kẹt trong chiến hào. Tuy nhiên tiểu đoàn được xem là đã hoàn thành nhiệm vụ.
Những chiếc Mark V được chi viện từ nước Anh cho quân Bạch vệ và sau đó bị bắt giữ bởi Hồng quân trong nội chiến Nga đã được sử dụng vào năm 1921 trong cuộc xâm lược Gruzia đóng góp vào chiến thắng của Hồng quân Xô viết trong trận Tbilisi.
Những ghi nhận cuối cùng về hoạt động của Mark V bởi Hồng quân là trong cuộc phòng ngự Tallinn chống lại quân Đức vào tháng 8 năm 1941. Bốn chiếc Mark V bị bắt giữ bởi quân Estonia được sử dụng để đào công sự và sau này đã bị phá huỷ.

## Những chiếc còn sót lại
Cho đến này, có tổng cộng 11 chiếc Mark V còn sót lại. Hầu hết đều ở Nga hoặc Ukraina và là những chiếc được gửi cho quân Bạch vệ trong nội chiến.

- Bảo tàng Tăng Bovington hiện đang trưng bày một chiếc Mark V đực, số hiệu 9199, một trong hai chiếc tăng Anh trong thế chiến thứ nhất vẫn còn hoạt động. Nó đã chiến đấu trong trận Amiens khi chỉ huy của nó là Trung uý Whittenbury - được trao tặng Huân chương Chữ thập. Sau này nó đã bị hư hại bởi đạn pháo ở Bellicourt tháng 9 năm 1918, trong cuộc tấn công 100 ngày. Nó được trưng bày ở Bovington từ năm 1925 và được dùng trong giảng dạy và quay phim.

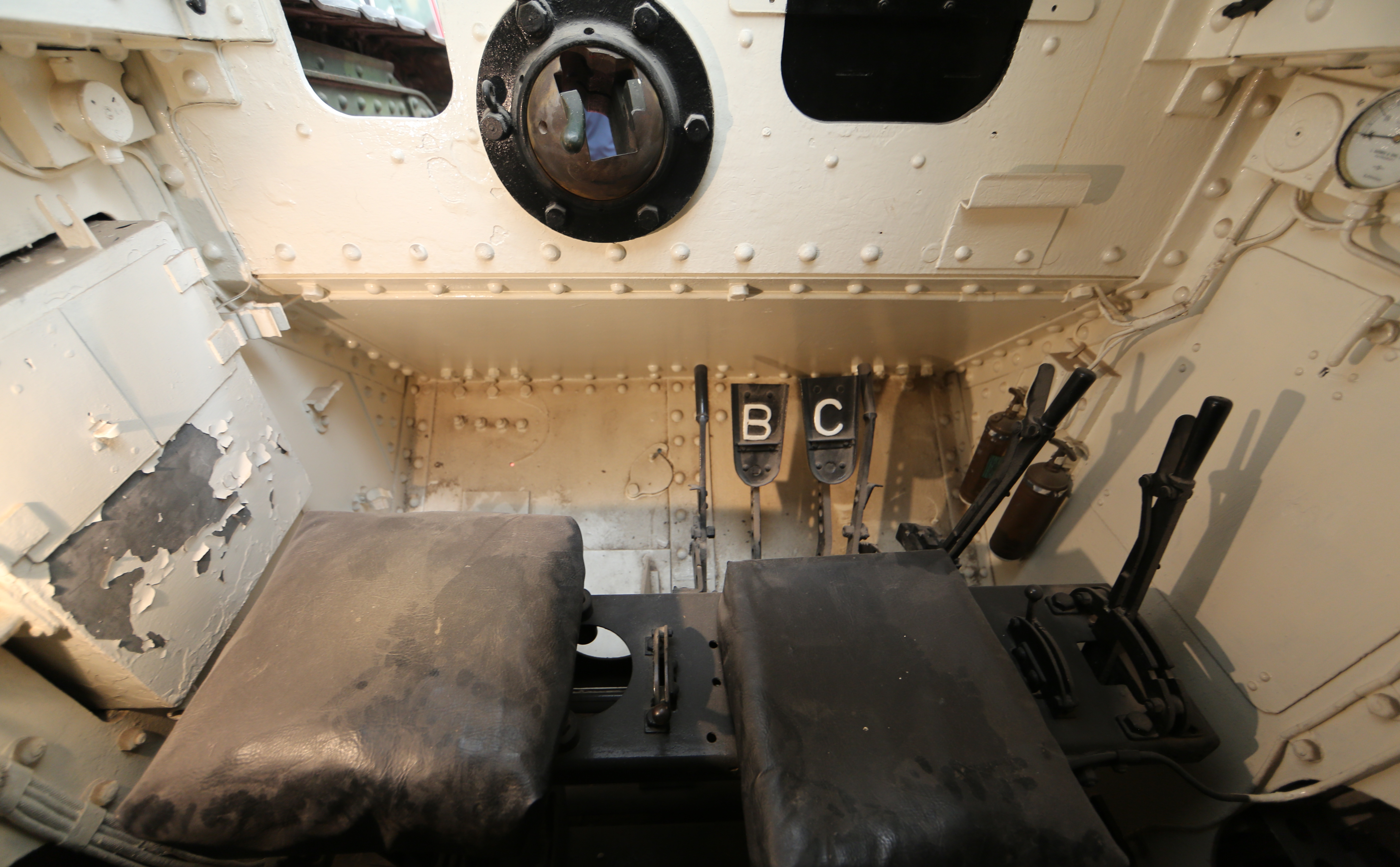
Vị trí của lái xe và xạ thủ trước trong chiếc Ol'Faithful

- Một chiến Mark V** cái có tên Ol'Faithful, cũng được trưng bày tại bảo tàng Bovington. Nó không được ghi nhận chiến đấu, nhưng sau chiến tranh đã được lắp thêm các thiết bị nâng thủy lực nhằm vận chuyển, lắp đặt cầu di động và thực hiện các nhiệm vụ kĩ thuật khác. Suốt thế chiến thứ hai, nó được sử dụng như một trọng lượng dằn nhằm kiểm tra các cầu Bailey.
- Một chiếc Mark V đực được phục chế có tên Devil, trưng bày ở bảo tàng đế quốc Anh. Sườn bên phải đã bị gỡ bỏ cho phép người xem có thể nhìn bên trong thân xe.
- Một chiếc Mark V* đực, số hiệu 9591, nằm trong bộ sưu tập của bảo tàng thiết giáp và kỵ binh quốc gia, Đồn Benning, Georgia. Thuộc về đại đội A, tiểu đoàn thiết giáp nặng 301 Hoa Kỳ và bị trúng đạn 57mm vào ngày 27 tháng 9 năm 1918 trong cuộc tấn công vào phòng tuyến Hindenburg. Nó đã được sửa chữa và gửi về Hoa Kỳ. Nó là đại diện duy nhất còn sống sót của dòng Mark V*.
- Một chiếc Mark V ở bảo tàng tăng Kubinka, Nga.
- Một chiếc Mark V được dùng như một đài tưởng niệm ở Arkhangelsk. Đây là chiếc được sử dụng bởi quân Anh trong nội chiến Nga.
- Hai chiếc Mark V, một cái và một đực đang được bảo quản và trưng bày tưởng niệm ở Luhansk, Ukraina, hai chiếc nữa đang cất trong kho.
- Một chiếc Mark V cái ở Bảo tàng lịch sử Kharkiv, Ukraina.

## Trưng bày

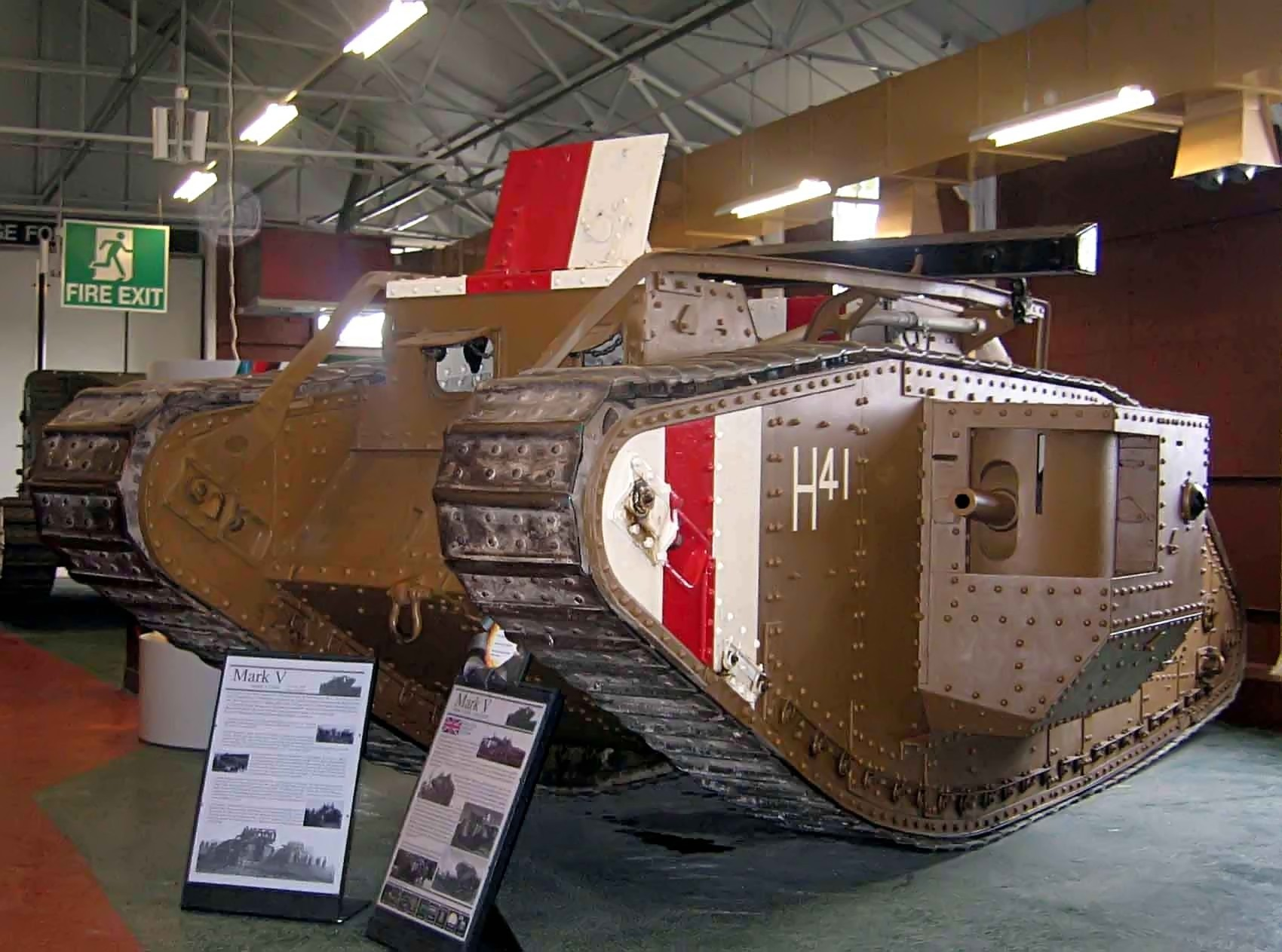
Chiếc Mark V được trưng bày ở bảo tàng Bovington. Dòng kẻ dọc trắng-đỏ-trắng là dấu hiệu của tăng Anh, được sử dụng đầu thế chiến thứ hai.
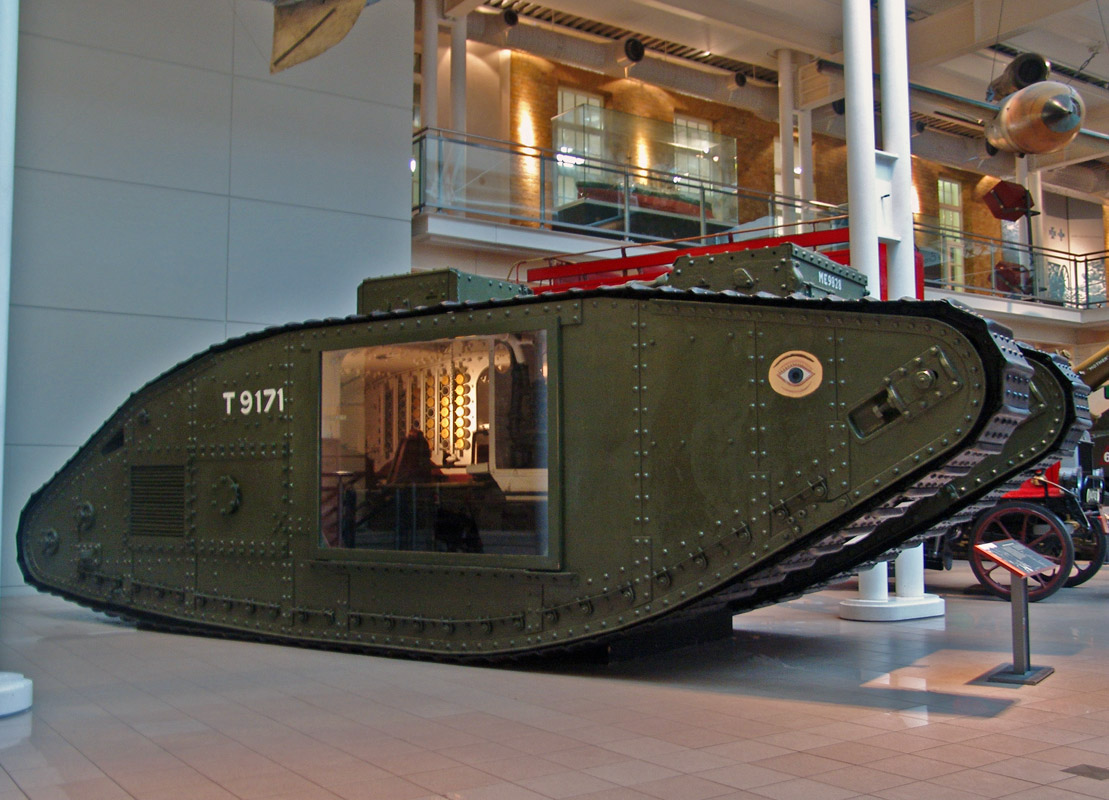
Bảo tàng chiến tranh đế quốc Anh (2006)
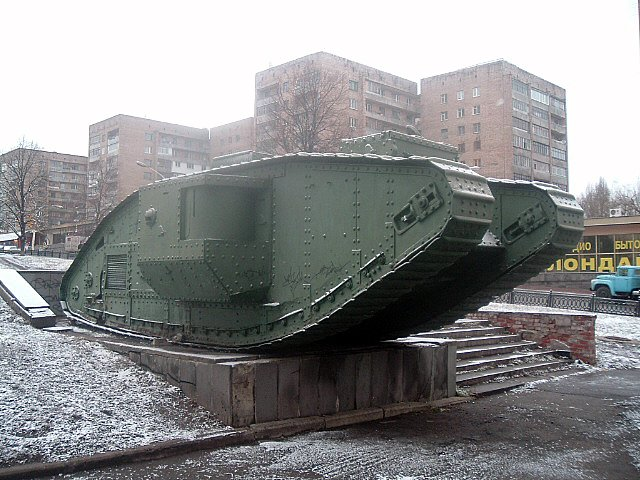
Mark V "kết hợp" ở Luhansk, Ukraina, nhìn từ bên phải
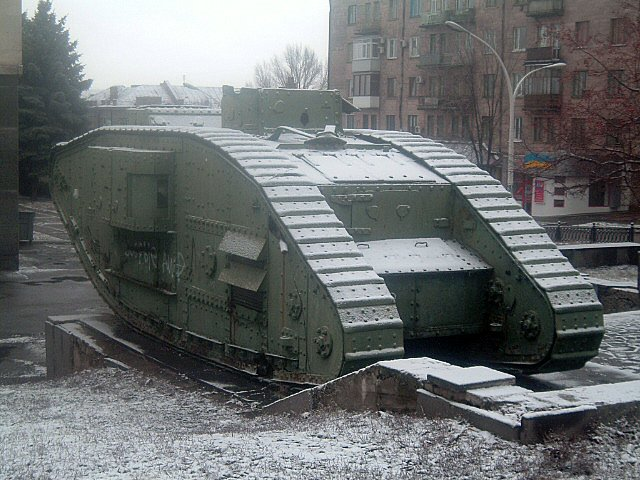
Mark V "kết hợp" ở Luhansk, Ukraina, nhìn từ bên trái
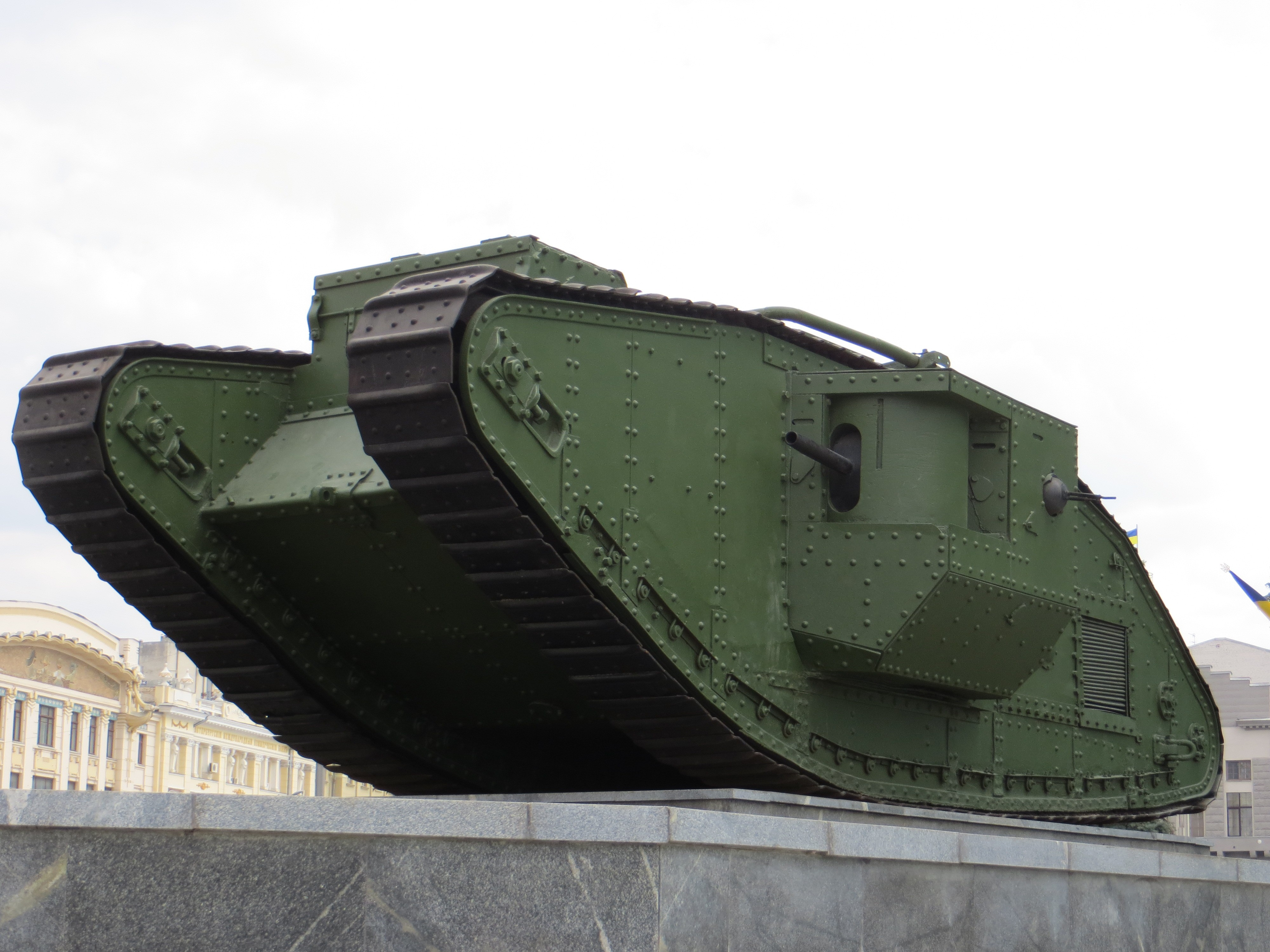
Mark V "kết hợp" ở Kharkiv, Ukraina
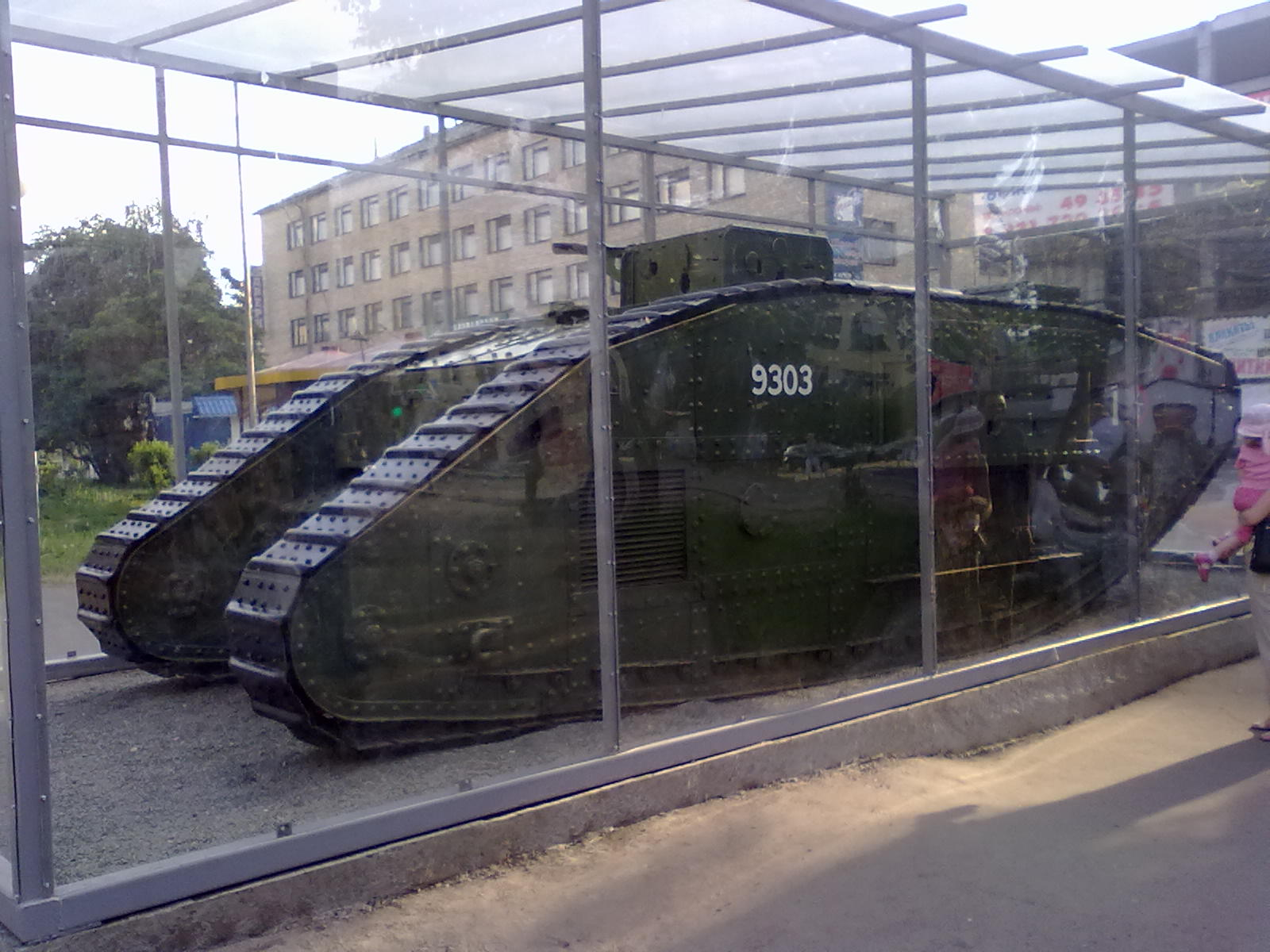
Mark V ở Arkhangelsk, bị bắt giữ bởi Hồng Quân từ quân Anh